# Àcid γ-aminobutíric
L'àcid gamma-aminobutíric (GABA) és el principal neurotransmissor inhibidor en el sistema nerviós central dels mamífers. Té un paper important en la regulació de l'excitabilitat neuronal en tot el sistema nerviós. En humans, el GABA també és responsable directe de la regulació del to muscular. En els insectes el GABA actua només sobre els receptors excitatius dels nervis.
Malgrat que el GABA químicament és un aminoàcid, les comunitats mèdiques o científiques rarament l'anomenen com a tal, ja que el terme "aminoàcid" utilitzat sense cap qualificatiu després, es refereix només als aminoàcids en posició alfa (el grup -NH₂ és unit amb el carboni tot just després del grup -COOH) i el GABA no form part de les proteïnes com aquests anteriors.
A la diplegia espàstica humana, l'absorció del GABA per alguns nervis és menor, cosa que comporta una hipertonia dels músculs innervats per aquests nervis.

## Síntesi i degradació del GABA

### Síntesi del GABA
El “shunt” GABAèrgic: glutamina-glutamat-GABA és la via metabòlica de síntesi del GABA, a partir de l'α-cetoglutarat format al cicle de Krebs.
La transaminació de l'α-cetoglutarat es dona gràcies a l'enzim α-cetoglutarat transaminasa (GABA-T) formant com a producte glutamat, el precursor immediat del GABA.
Finalment, la formació del GABA es dona per la descarboxilació del glutamat. Aquest procés és catalitzat per la glutamat descarboxilasa (GAD). La presència del GAD és, per tant, el millor indicador d'una activitat GABAèrgica.

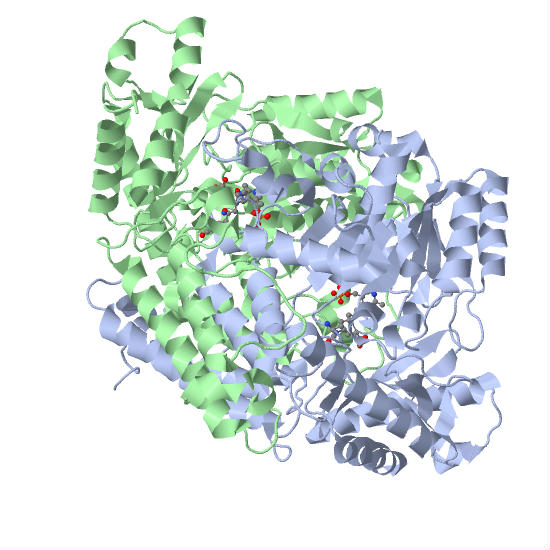
Estructura de GAD_{67} obtinguda per difracció de raigs X

La GAD està present en moltes terminacions nervioses del cervell i també en les cèl·lules beta del pàncrees. L'activitat de la GAD requereix piridoxal fosfat (PLP) com a cofactor en el sistema nerviós dels mamífers. El PLP es forma a partir de la vitamina B₆ per l'acció de la cinasa de piridoxal. Aquesta requereix zinc per a la seva activació.
Un cop sintetitzat, el GABA és introduït en vesícules i es troba preparat per a sortir de la neurona presinàptica.
Dues isoformes de l'enzim glutamat descarboxilasa (GAD) són codificades per dos gens diferents, conegudes com a GAD65 i GAD67. Es denominen així a causa del seu diferent pes molecular, en kDa. Aquestes són expressades en les neurones GABAèrgiques i són codificades per dos gens regulats independentment. La majoria de neurones GABAèrgiques expressen els dos subtipus de la GAD, però la GAD67 es troba majoritàriament en les regions axonals i també en els cossos de les cèl·lules neuronals, mentre que la GAD65 es troba associada principalment a les terminacions sinàptiques.
Les dues isoformes de la GAD s'han trobat a interneurones, ronyó, fetge, pàncrees, ganglis autònoms, epífisi i hipòfisi posterior; mentre que la GABA-T es troba als mitocondris, medul·la espinal, nervis cranials, cerebel, cèl·lules glials i cèl·lules ependimàries productores de líquid cefalorraquidi.

### Degradació del GABA

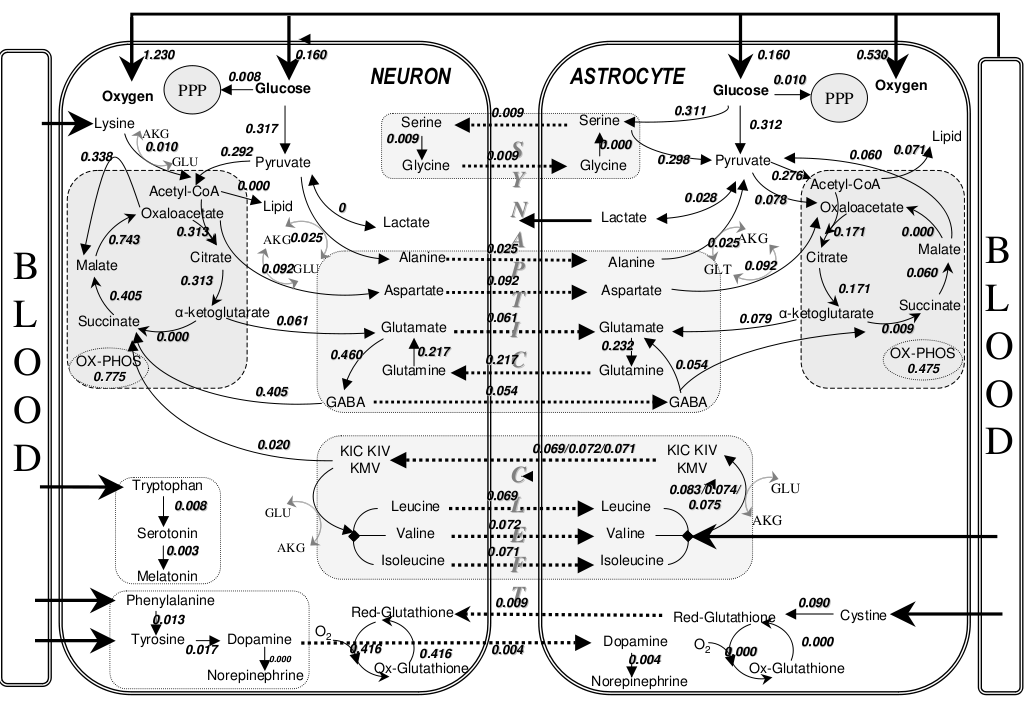
Principals fluxos metabòlics entre la neurona i l'astròcit

El GABA que no interacciona amb els receptors és recaptat per la cèl·lula presinàptica o per les cèl·lules glials, de manera que és el medi d'inactivació. Llavors, mitjançant la GABA transaminasa (GABA-T), que transporta el grup amino a l'α-cetoglutarat, és degradat a semialdehid succínic, el qual és finalment oxidat a succinat per la succínic semialdehid deshidrogenasa (SSADH). Així s'introdueix al cicle de Krebs de nou.

## Funció i mecanisme
El GABA és un neurotransmissor fonamental en l'homeòstasi neuronal. En el cervell madur dels mamífers adults les sinapsis que alliberen el GABA són la principal font d'inhibició del sistema nerviós central (SNC), ja que regulen l'excitabilitat de les neurones. No obstant això, durant el desenvolupament postnatal primerenc, el GABA actua com a neurotransmissor excitador, servint així com a factor de migració neuronal i neurotròfic, a més de participar en la sinaptogènesi.
Pel que fa a la seva localització, malgrat que el GABA es troba en tot el cervell, la seva major concentració es localitza en el cerebel. Totes les neurones inhibidores que són al cerebel utilitzen el GABA: les cèl·lules de Purkinje, les cèl·lules en cistella, les estrellades i les de Golgi. Altres estudis confirmen l'existència de neurones GABAèrgiques en la glia, la hipòfisi anterior, l'hipotàlem i les cèl·lules beta dels illots del pàncrees. També està present en la substància negra, que presenta una elevada concentració de neurones dopaminèrgiques i un elevat contingut de GABA i dels sistemes enzimàtics, la qual cosa vol dir que la regulació de l'activitat dopaminèrgica de la substància negra sobre l'estriat depèn de la intervenció del GABA.
El sistema GABAèrgic compta amb una extensa maquinària molecular completa que li permet realitzar les seves accions, incloent-hi enzims per la seva síntesi i metabolisme, receptors de membrana i proteïnes transportadores.

### Receptors
El GABA actua sobre els receptors postsinàptics d'alta afinitat al sodi i sobre els receptors de baixa afinitat al sodi, obrint els canals ionòfors de clor i hiperpolaritzant la membrana, aconsegueix inhibir l'estimulació postsinàptica.

Els receptors de GABA poden ser ionotròpics (GABAA i GABAC, considerat un subtipus del primer), que formen canals iònics que s'obren gràcies a la unió amb un lligand i metabotròpics (GABAB), que estan indirectament connectats a canals iònics i acoblats a proteïnes G. Aquests, modifiquen la resposta dels canals de membrana i de les concentracions de segons missatgers.
- Els receptors ionotròpics GABAA (GABAA R) regulen la majoria dels efectes inhibidors ràpids del GABA. Aquests són uns canals iònics activats per un lligand situat en la membrana plasmàtica de la terminal postsinàptica. Més concretament, es tracta de canals pentamèrics formats per 5 subunitats de totes les possibles (α1-6,β1-3,γ1-3, δ, ε, π, θ i ρ1-3), tot i que la configuració més comuna és α2β2γ. Aquesta gran diversitat permet l'existència de diferents funcions i propietats segons la composició d'aquests receptors.[8] El complex canal/receptor transdueix la senyalització per GABA produint un flux de clor cap a l'interior de la cèl·lula, el qual hiperpolaritza la membrana neuronal postsinàptica i inhibeix la conducció de l'impuls nerviós.
- Els receptors ionotròpics GABAC (GABAC R) es troben expressats en moltes àrees del cervell i posseeixen una alta especialització d'expressió en la retina en els vertebrats.[9] Es localitzen a la membrana plasmàtica de les terminacions presinàptiques i postsinàptiques. La connexió del GABA al receptor resulta en l'obertura del canal, permetent el flux d'ions clor a causa del gradient electroquímic dins la cèl·lula. Aquest flux estabilitza el potencial de repòs, fent més difícil la conducció dels impulsos elèctrics. Després de l'estimulació causada per GABA, el flux de clor produït pel receptor GABAC té una iniciació lenta. Per aquest motiu, regula els potencials postsinàptics inhibidors lents com el GABAB.[10]
- Els receptors metabotròpics GABAB (GABAB R), que es localitzen a la membrana plasmàtica de les terminacions presinàptiques i postsinàptiques, regulen els potencials postsinàptics inhibidors lents que, al seu torn, estan regulats per GABA. Aquests estan formats per dues subunitats i, per tant, es distingeix entre GABAB1 i GABAB2.[11] Aquests receptors estan acoblats a proteïnes lligadores de nucleòtids de guanina o proteïnes G i exerceixen la major part de les accions fisiològiques per via de la modulació de l'adenilat ciclasa o proteïnes G activades per potassi i canals de calci. L'activació dels receptors GABAB presinàptics suprimeixen l'alliberament del transmissor mitjançant la baixa regulació dels canals de calci activats per alt voltatge, mentre que l'activació dels receptors GABAB postsinàptics està regulada pels canals de potassi rectificadors interns.[12]

La transmissió sinàptica GABAèrgica és finalitzada quan el GABA és eliminat de la fenedura sinàptica en qüestió de mil·lisegons després d'ésser alliberat. La major part de les molècules del neurotransmissor són ràpidament reciclades per un sistema de recaptació cel·lular d'alta afinitat al sodi i proteïnes transportadores dependents de clor, localitzades en la membrana plasmàtica de les cèl·lules glials i en les terminacions nervioses presinàptiques. Existeixen quatre transportadors de GABA (GATs) que constitueixen una subfamília de transportadors de neurotransmissors de sodi/clor: GAT-1, GAT-2, GAT-3 i GAT-4.Tots quatre s'encarreguen de regular la recaptació del GABA amb activitat sinàptica alliberat

## Aspectes fisiològics i patològics associats al GABA

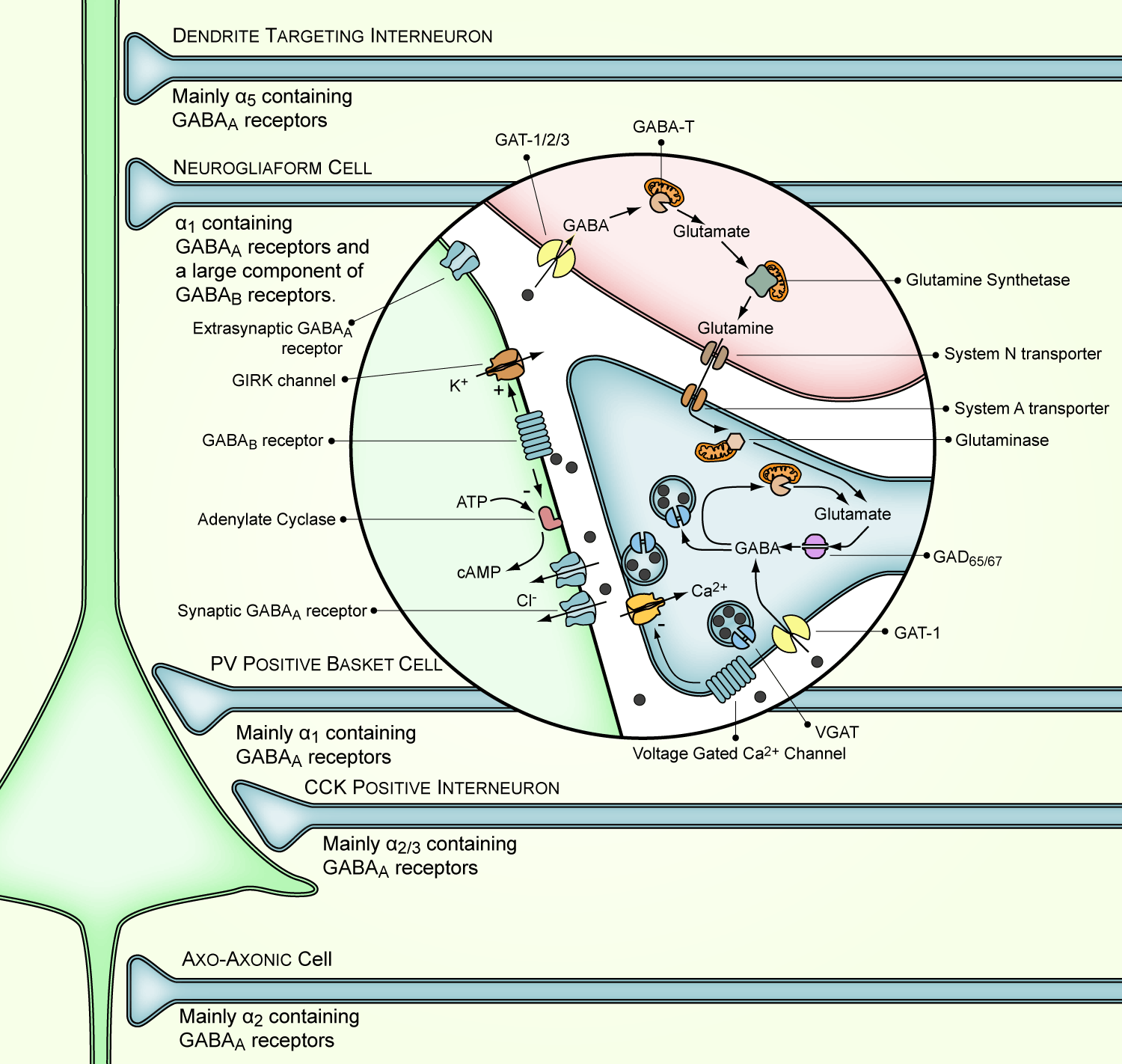
Sinapsis GABAèrgica

### Epilèpsia
La patologia coneguda més important relacionada amb el GABA és l'epilèpsia.
Els atacs epilèptics tenen diverses causes possibles, qualsevol cosa que pertorbi el funcionament normal de l'activitat neuronal pot causar crisis epilèptiques. No obstant això, una de les causes més habituals és el desequilibri de les substàncies químiques que transmeten els senyals nerviosos, els neurotransmissors.
Gràcies a diverses investigacions, s'ha vist que algunes persones epilèptiques tenen alts nivells de neurotransmissors excitadors, que augmenten l'activitat neuronal; o d'altres que tenen nivells baixos de neurotransmissors inhibidors, que disminueixen l'activitat neuronal al cervell. Cadascuna d'aquestes situacions pot provocar un augment anormal de l'activitat neuronal i causar epilèpsia.
Un dels neurotransmissors inhibidors més estudiats involucrats en l'epilèpsia és el GABA i s'ha vist que el tractament amb medicaments que alteren les quantitats d'aquest neurotransmissor al cervell o que canvien la resposta del cervell respecte ell són efectius contra els atacs epilèptics.
També s'està estudiant la implicació del glutamat, neurotransmissor excitador, en aquesta patologia.

### Ansietat i depressió
La disfunció del sistema GABAèrgic és un fet que influeix en l'ansietat i la depressió. Des de fa molt de temps s'ha establert una relació clara entre els receptors del GABAA i l'ansietat. No obstant això, tot i que el GABA és el neurotransmissor inhibidor més abundant al cervell, no s'ha trobat una prova vàlida per a acceptar un paper important en la depressió.
Fa molts anys que es creu que els receptors del GABAB estan involucrats en l'etiologia de la depressió, però la manca de components farmacològics selectius ha ralentit la seva acceptació.
A partir de mitjans dels anys 90, eines genètiques i farmacològiques més selectives per examinar el sistema del GABAB han proporcionat una major comprensió del seu paper en el comportament i de les seves característiques moleculars.
D'altra banda, estudis recents sobre el comportament utilitzant antagonistes del receptor del GABAB suggereixen que el bloqueig o la poca funcionalitat d'aquests receptors causen un efecte antidepressiu.
S'ha vist també que el sistema del receptor del GABAB té interaccions substancials amb el sistema serotoninèrgic i amb factors neurotròfics, com per exemple el BDNF(brain-derived neurotrophic factor). Es discuteix si el potencial antidepressiu dels antagonistes dels receptors del GABAB podria ser,en part, mediat per aquestes interaccions.
Estudis clínics han assenyalat repetidament alteracions en nivells del GABA, especialment en àrees corticals. Així i tot, hi ha una manca d'estudis per avaluar específicament el paper dels receptors del GABAB.

### Somnolència
Els teixits cerebrals i líquids corporals contenen factors actius inductors de la son. La substància promotora de la son està formada per dos components: la uridina i el glutatió oxidat, que la regulen.
La uridina facilita la neurotransmissió inhibitòria a nivell sinàptic del complex receptor GABAA-Uridina. En canvi, el glutatió oxidat inhibeix la neurotransmissió excitadora a nivell sinàptic del receptor de glutamat. Així doncs, els dos components promouen la son exercint una acció complementària als dos sistemes neurotransmissors majoritaris al cervell.
Per tant, com que el GABA és un neurotransmissor inhibidor, que disminueix l'activitat cerebral, l'augment de l'activitat d'aquest neurotransmissor provoca somnolència.

### Esquizofrènia
Recentment, s'ha implicat el GABA en la fisiopatologia de l'esquizofrènia. Estudis i proves biològiques obtingudes d'autòpsies de pacients amb esquizofrènia indiquen que la funció del GABA es troba disminuïda en àrees del cervell que involucren canvis estructurals ben descrits i definits en l'esquizofrènia, observats amb tomografies axials i ressonàncies magnètiques. Una prova d'això és que els nivells d'RNAm de la isoforma de la GAD67 i del transportador de membrana del GABA GAT1 es troben reduïts en un subconjunt de neurones GABAèrgiques.
- Esquizofrènia infantil: hi pot haver una alteració predominant a la capa II de l'escorça cerebral al néixer, que afecta el procés de migració cel·lular i a la connectivitat durant el desenvolupament tardà. Les neurones GABAèrgiques de la capa II arriben a la seva diferenciació morfològica durant el primer any de vida. Però a causa d'aquesta alteració, el nombre de cèl·lules GABAèrgiques es veu disminuït. Aquest fet condueix a una marcada hipersensibilitat que causa una unió del neurotransmissor al receptor GABAA molt superior a altres capes(prop del 84%) i una inhibició en la recaptació del GABA.

### Diplegia espàstica
La diplegia espàstica és una malaltia caracteritzada per un trastorn del sistema nerviós que provoca la contracció permanent d'alguns músculs. Als éssers humans, el GABA també és responsable de la regulació del to muscular. En la diplegia espàstica, l'absorció del GABA per part d'alguns nervis queda damnificada, fet que comporta un estat de tensió més elevat del normal als músculs.

### Convulsions
Les convulsions poden ser provocades per diversos factors. Les convulsions degudes a malalties cròniques del fetge són rares, però es poden produir. Existeixen tres porfíries hepàtiques amb manifestacions neurològiques: la porfíria aguda intermitent, la coproporfíria hereditària i la porfíria variegata. Les tres malalties poden causar convulsions, que són produïdes pel GABA, ja que un problema en el sistema GABAèrgic provoca una disfunció neurològica en la porfíria.

## Farmacologia
Existeixen moltes substàncies diferents que interaccionen amb el sistema GABAèrgic amb un efecte inhibidor, antagonista o agonista, interferint o bé afavorint l'acció del neurotransmissor GABA. Segons el seu lloc d'acció es poden classificar en: 
- Drogues GABAèrgiques directes actuen a través de receptors ubicats en els receptors GABA com a cofactors.
- Drogues GABAèrgiques indirectes actuen a través de l'obertura de canals iònics.

Els agents que bloquegen el GABA generen convulsions, mentre que els agents agonistes incrementen l'efecte del GABA i tenen efectes sedatius, ansiolítics i anticonvulsius. Els moduladors al·lostèrics positius tenen un elevat potencial terapèutic.

### Inhibidors
Hi ha inhibidors del GABA que interfereixen en la seva biosíntesi, bloquejant l'acció de la descarboxilasa de l'àcid glutàmic (GAD). Altres inhibidors poden interferir en la seva degradació. Un exemple és la vigabatrina, que bloqueja el pas de GABA a succinat a través de la inhibició irreversible i selectiva de l'enzim GABA transaminasa (GABA-T). D'altra banda, la tiagabina inhibeix el transport del GABA en la seva recaptació. Un últim exemple és l'àcid valproic, el qual actua com a inhibidor en la captació de GABA i de la GABA transaminasa (GABA-T).

### Agonistes

Estructura química del diazepam

Existeixen substàncies que actuen com a modeladors al·lostèrics positius dels receptors del GABA. Les benzodiazepines es van començar a utilitzar clínicament en els anys 60. Aquestes actuen a través dels receptors benzodiazepínics presents en el GABAA i tenen importants efectes sedants, ansiolítics, anticonvulsius i relaxants musculars. Un exemple és el diazepam, que potencia de manera selectiva els efectes del neurotransmissor.
Existeix una divisió d'aquests fàrmacs basada en les substitucions químiques al nucli bàsic de benzodiazepina: els derivats del desmetildiazepam, les benzodiazepines hidroxilades i les triazolobenzodiazepines.
Els derivats del desmetildiazepam són el grup més gran. Les benzodiazepines clàssiques tenen efectes amnèsics, ja que produeixen alteracions en la memòria recent. Alguns d'aquests fàrmacs també s'utilitzen per a la inducció de la son, com per exemple el flunirazepam. Aquest fàrmac altera el balanç somni-vigília disminuint el nombre de vegades que la persona es desperta. L'inconvenient de les benzodiazepines és el possible desenvolupament de tolerància i dependència.
Altres agonistes són els barbitúrics (fenobarbital, pentobarbital i tiopental, entre altres) que obren els canals de clor a través de la unió al receptor GABAA en un lloc diferent de les benzodiazepines; el muscimol, que és un derivat d'un fong al·lucinogen i és l'agonista específic del GABA, ja que s'assemblen molt a nivell químic i el gaboxadol, que és un agonista parcial.
L'alfaxolona és un neuroesteroide que potencia l'acció del GABA com a depressor del sistema nerviós central. És útil com a inductor de l'anestesia i es creu que probablement els anestèsics halogenats (isoflurà, halotà, enflurà) exerceixen els seus efectes a través del sistema GABAèrgic.
El receptor GABAB té com a agonista el baclofè, utilitzat en el tractament de l'espasticitat i altres trastorns motors.
Cal esmentar que l'etanol també interacciona amb el sistema nerviós central i exerceix un efecte destacat en els receptors GABAèrgics.

### Antagonistes

Estructura química de la bicuculina

Els antagonistes GABAèrgics aturen l'acció del neurotransmissor GABA.
 La bicuculina és un fàrmac que interacciona amb el receptor GABAA, bloquejant el potencial sinàptic inhibidor i provocant així efectes excitadors i convulsivants. 

La picrotoxina és un altre antagonista que actua per bloqueig del canal de clor associat a aquest receptor i anul·la l'efecte inhibidor del GABA.

També és important l'acció del flumazenil, que és un antagonista selectiu del lloc d'unió de les benzodiazepines i es fa servir per anul·lar els efectes depressors d'aquestes. És considerat un agonista invers.